# 帕氏南鰍
帕氏南鰍（學名：Schistura porocephala）為輻鰭魚綱鯉形目條鰍科南鰍屬的其中一種。分布於亞洲印度米佐拉姆邦Mat河流域，體長可達6公分，棲息在河川底層水域，生活習性不明。

## 扩展阅读
維基物種上的相關：帕氏南鰍